# Plateau d'Oulagan
Le plateau d'Oulagan (en russe : Улаганское плато) est un plateau de l'Altaï dépendant du territoire administratif du raïon d'Oulagan en république de l'Altaï (Russie).
Il est délimité à l'est par la rivière Tchoulychman et le plateau de Tchoulychman, au sud par les monts Kouraï, au sud-ouest par les monts Onkoulak. Sa limite occidentale est le chaînon d'Ongoch. Il descend au nord vers le lac Teletskoïe, le plus profond de l'Altaï.
L'altitude du plateau varie de 1 500 à 2 300 mètres, son point culminant s'élevant à 3 445 mètres d'altitude.

## Hydrologie
Le plateau possède plusieurs lacs de formation récente qui appartiennent pour la plupart aux bassins des affluents droits du Bachkaous (le Grand et le Petit Oulagan, l'Onych, etc.)
Les lacs les plus importants sont le Todinkel, l'Ouzoun-Kol (1 665 m d'altitude), le Tchaïokel et le Koldingol.

## Source
- (ru) Cet article est partiellement ou en totalité issu de l’article de Wikipédia en russe intitulé « Улаганское плато » (voir la liste des auteurs).